# Mark Bernes
Mark Naumovič Bernes (1911–1969) byl sovětský herec a zpěvák židovského původu (příjmení jeho otce bylo Neumann). Byl autorem některých z nejznámějších písní na motivy druhé světové války, např. Temná noc (1943) a Jeřábi (1969). Jeho styl se blížil francouzským šansoniérům, jako byl Yves Montand.